# (11948) Justinehénin
11948 Justinehenin (1993 QQ4) – planetoida z pasa głównego asteroid okrążająca Słońce w ciągu 5,74 lat w średniej odległości 3,2 j.a. Odkryta 18 sierpnia 1993 roku.